# 신산중학교
신산중학교(新山中學校)는 대한민국 제주특별자치도 서귀포시 성산읍 신산리에 있는 공립 중학교이다.

## 학교 연혁
- 1967년 8월 27일 : 신산중학교 설립기성회 창립
- 1968년 11월 17일 : 3개 학년 6학급 설립인가
- 1970년 3월 1일 : 초대 오대현 교장 취임
- 1970년 4월 28일 : 개교
- 1973년 2월 10일 : 제1회 졸업(졸업생 총수 49명 남 32명, 여 17명)
- 1999년 9월 1일 : 신산 초.중 통합, 통합 제1대 오대화 교장 취임
- 2009년 3월 1일 : 교육과학기술부 요청 녹색성장교육 정책 연구학교 운영(~2011.02.28)
- 2012년 3월 1일 : 제주특별자치도교육청 지정 "창의.인성교육" 시범학교 운영(~2014.02.28)
- 2024년 1월 5일 : 제52회 졸업(졸업생 총 수 2,686명)
- 2024년 3월 1일 : 통합운영학교 제11대 박진자 교장 취임

## 참고 자료
- 신산중학교 - 한국교육학술정보원 학교알리미